# EL-LE
És el terme amb què la Europol (i per extensió totes les policies europees) denomina aquell tipus d'estratègies o comportaments dels grups criminals que es caracteritzen per dur a terme les seves activitats il·legals de manera silenciosa i sense cridar l'atenció, és a dir: eludint l'actuació de les autoritats policials i judicials (EL-LE). Prové del terme anglès eluding law enforcement. L'estratègia que utilitzen els grups criminals també serveix a l'Europol per classificar-los.